# Eriospermum orthophyllum
Eriospermum orthophyllum är en sparrisväxtart som först beskrevs av Eily Edith Agnes Archibald, och fick sitt nu gällande namn av Pauline Lesley Perry. Eriospermum orthophyllum ingår i släktet Eriospermum och familjen sparrisväxter. Inga underarter finns listade i Catalogue of Life.